# کورتیز مایدن
کورتیز مایدن (به انگلیسی: Curtis Myden) (زادهٔ ۳۱ دسامبر ۱۹۷۳) شناگر اهل کانادا است.